# Max Rehmann
Max Ludwig Rehmann (* 28. Januar 1842 in Hammer, Kreis Friedeberg; † 10. Dezember 1922 in Landsberg/Warthe) war ein deutscher Gymnasiallehrer, Heimatforscher und Publizist.

## Leben

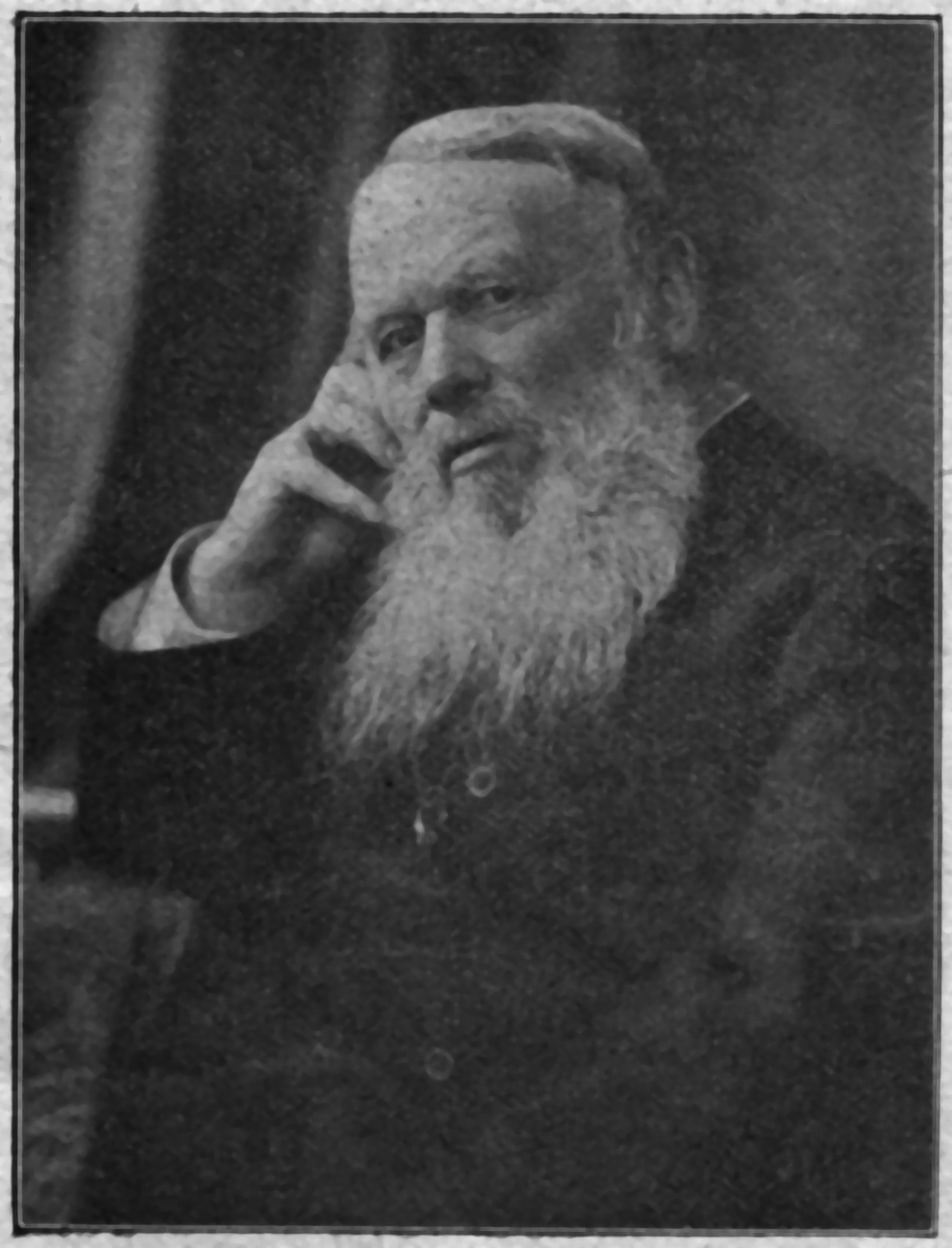
Reproduktion eines Fotos von Max Rehmann aus dem Heimatkalender für den Kreis Friedeberg/Nm. 1924, S. 32

Max Ludwig Rehmann, wie er mit vollem Namen hieß, wurde am 28. Januar 1842 auf den Gut Hammer bei Driesen im Kreis Friedeberg/Neumark geboren. Sein Vater hatte dieses Gut 1839 vom Vorbesitzer, einem Herrn Ehrenreich von der Osten erworben. Verwandtschaftliche Beziehungen verbanden die Familie Rehmann mit der sagenumwobenen Persönlichkeit der Gräfin Rietz auf Lichtenow.
Ab 1881 war Max Rehmann als Oberlehrer am Gymnasium zu Friedeberg/Nm. tätig. Als er 1904 sein Schulamt aus gesundheitlichen Gründen aufgeben musste, siedelte er nach Landsberg an der Warthe über. Er nutzte die gewonnene Freiheit, sein reiches geschichtliches Wissen zu vertiefen und immer weitere Quellen zur Kenntnis der Heimatgeschichte zu erschließen. Der Verein für die Geschichte der Neumark übertrug ihm den Vorsitz im wissenschaftlichen Ausschuss sowie die Herausgabe der Vereinsschriften. Immer wieder war es die Geschichte des Friedeberger Kreises und seiner Ortschaften, die ihn anzog und der er seine Arbeiten in den Schriften des Vereins und anderer Publikationen widmete. Der wohl letzte Beitrag aus seiner Feder war jener über die Geschichte des Dorfes Hammer bei Driesen, welcher im Friedeberger Heimatkalender  für das Jahr 1923 abgedruckt wurde.
Max Rehmann fand auf dem Friedhof in Friedeberg/Nm seine letzte Ruhestätte.

## Veröffentlichungen (Auswahl)
- „Pehlitzer Findlinge III. Der Freiherr von der Goltz und das Pehlitzer Schullegat“ in: Schriften des Vereins für Geschichte der Neumark 28(1912)S. 189–221
- „Kriegsschuldennöte: ein neumärkisches Steueridyll aus vormärzlicher Zeit“ in: Schriften des Vereins für Geschichte der Neumark 26(1911)S. 61–84
- „Die Erwerbung der Rittergüter Breitenwerder und Lichtenow im Friedeberger Kreise durch Brenkenhoff“ in: Schriften des Vereins für Geschichte der Neumark 26(1911)S. 85–155
- „Etwas vom Sekretär Linde“ in: Schriften des Vereins für Geschichte der Neumark 27(1911)S. 127–129
- „Gustav Schulz, Erinnerungen eines alten Landsbergers (Gustav Schulz, Schmied in Landsberg a. d. W., * ebd. 24. Mai 1846, † ebd. 1911)“ in: Schriften des Vereins für Geschichte der Neumark in Landsberg an der Warthe 1911/31
- „Zwei Frauen“  Vortrag gehalten i. d. öff. Sitzung d. V. f. Geschichte d. Neumark am 28. Januar 1917 zu Landsberg/W. (Wilhelmine Encke Gräfin Lichtenau, 1755 - 1820 u. Luise Eleonore v. Wreech geb. v. Schöning), in:  Schriften des Vereins für Geschichte der Neumark in Landsberg an der Warthe 1919/1
- „Bilder aus Landsbergs Vergangenheit“  in: Schriften des Vereins für Geschichte der Neumark in Landsberg an der Warthe 1919/45
- „Das Waisenhaus in Landsberg a. W. (seit 1723)“ in: Schriften des Vereins für Geschichte der Neumark in Landsberg an der Warthe 1920/143
- „Zur Geschichte der Pfalzgräfin Elisabeth Charlotte, Herzogin von Orléans, Teil 1“ Beilage zum Programm des Königl. Gymnasiums zu Friedeberg Nm. 1892
- „Hammer bei Driesen“ in: Heimatkalender für den Kreis Friedeberg N/M 1923, Seite 35–43